# Genis-Vell
Genis-Vell è un personaggio dei fumetti creato da Ron Marz (testi) e Ron Lim (disegni) ha collaborato con Joe Phillips (disegni) nel 1992, pubblicato dalla Marvel Comics. La sua prima apparizione avviene in The Silver Surfer Annual (terza serie) n. 6.
È un supereroe (per un certo periodo anche un supercriminale) figlio di Mar-Vell (il primo Capitan Marvel e un eroe Kree) e di Elysius, una ragazza degli Eterni di Titano.
Nel corso della sua carriera ha assunto le identità di Legacy, Capitan Marvel e Photon; le sue avventure in Italia sono spesso allegate a quelle dei Fantastici Quattro.

## Biografia del Personaggio

### Origini
Genis-Vell "nasce" già all'età di trent'anni dopo che sua madre Elysius usa il DNA dell'originale Capitan Marvel per concepire un figlio in provetta. Lei poi accelera la sua crescita e lo educa su Titano assieme ad alcuni vecchi amici e alleati del padre, questo gli permette anche di essere protetto dai nemici del padre.
Il ragazzo viene cresciuto con falsi ricordi, infatti la madre gli fa credere che suo padre fosse Starfox. Dopo alcuni anni la madre manda il Silver Surfer a recuperare il ragazzo, che stava crescendo vagando per l'universo come un edonista e un giocatore d'azzardo. Dopo che l'eroe argentato lo ritrova e lo salva da una rissa da bar, Elysius gli racconta tutta la verità su suo padre e gli dona le Nega-Bande di Mar-Vell. Con il nome di Legacy (trad.: eredità), per evidenziare la tradizione di eroi della sua famiglia, diventa un avventuriero e un esploratore come suo padre, anche se in un modo più imprudente e avventato.
In quel periodo Monica Rambeau si era affermata come la nuova Capitan Marvel, ma è disposta a cedere il suo titolo a Genis per rispetto dell'eredità di Mar-Vell dopo che i due uniscono le forze per sconfiggere il "Controllore", che aveva messo i due eroi l'uno contro l'altro per testare le loro abilità. Poco dopo l'incontro con Monica, Genis accetta il titolo di Capitan Marvel, nonostante la sua riluttanza per esso, dopo aver sconfitto Zey-Rogg, il figlio dell'arci-nemico di Mar-Vell Yon-Rogg.
Il ragazzo si adatta alla sua nuova identità, nonostante fosse costantemente all'ombra del padre. Questo aspetto gli causa spesso depressione, un complesso di inferiorità e addirittura degli scatti di rabbia in pubblico. In particolare, si infuria con l'amico e socio di suo padre, Rick Jones, che ritiene Genis non degno del suo titolo. Durante il loro primo incontro, a un talk show condotto da Jones, i due litigano furiosamente fino a che Genis sfascia lo studio televisivo in un attacco d'ira.

### Vendicatori per Sempre
Poco dopo l'inizio del conflitto cosmico inter-temporale conosciuto come la "Guerra del Destino", il misterioso Libra usa i poteri di Rick Jones per arruolare una squadra di Vendicatori da vari periodi di tempo per sconfiggere il malvagio Immortus, tra cui anche un'incarnazione futura di Capitan Marvel: un Genis più maturo e con poteri più forti.
A quanto pare, nella dimensione da cui proveniva questo Genis, lui è destinato a diventare membro dei Vendicatori e il nuovo Capitan Marvel. Mettendo da parte le loro divergenze, Genis, Jones e gli altri Vendicatori uniscono le forze per vincere la guerra contrastando il progetto di Immortus di distruggere la maggior parte delle linee temporali popolate da umani. Nel pieno del conflitto, Jones riporta ferite letali mentre distrugge il crono-cannone dei nemici. Per salvare la vita di Rick, il Genis del futuro fonde con malavoglia il suo corpo e la sua forza vitale con quella del compagno, proprio come aveva fatto suo padre per salvare l'amico.
Dopo il ritorno di Jones dalla Guerra del Destino al tempo presente, il Genis originale si ritrova ad essere collegato controvoglia a Jones, questo processo gli fornisce un aspetto esteriore diverso e nuovi poteri, tra cui la Conoscenza Cosmica, tuttavia è comunque legato ad un uomo che disprezza. Genis-Vell.

### Collegati
Rick e Genis trascorrono alcuni mesi legati assieme come era successo per suo padre, cioè uno dei due si trova sulla Terra e l'altro nel Microverso, inoltre i due possono parlarsi attraverso la telepatia e vedersi l'un l'altro sotto la forma di fantasmi rossastri.
Invece che formare una forte amicizia in questo periodo, i rapporti tra i due diventano sempre più difficili. I comportamenti alieni e immaturi di Genis lo rendono impenetrabile alla sensibilità dell'ormai adulto Rick. L'abilità dell'uno di vedere e sentire ciò che l'altro stava facendo porta a situazioni imbarazzanti con la moglie di Rick, Marlo Chandler, e con le molte fidanzate di Genis.
Alla fine i due però diventano buoni amici.

### Follia

Genis-Vell sotto le vesti di Capitan Marvel, disegni di McKone/Fabela

Genis sviluppa molte tecniche meditative per controllare la Conoscenza Cosmica ottenuta dopo l'avventura in Vendicatori per Sempre, ma in missione spesso è obbligato a compiere decisioni molto difficili e, quando una di queste porta alla morte di una giovane aliena, capisce che questo metodo potrebbe portare alla fine della pace nell'universo. In un momento di paura la sua conoscenza cosmica gli fonde il cervello e lui cade in uno stato di coma profondo. Dopo un mese Genis si sveglia, ma è diventato pazzo.
Genis capisce che per risolvere i problemi con il controllo della Conoscenza deve imparare la disciplina militare. Trascorre qualche tempo con il vigilante conosciuto come Punisher, dicendo che ammirava la sua leale devozione nel portare a termine i propri obiettivi. Comunque, Genis decide che Punisher non poteva aiutarlo a superare i suoi problemi, così lo abbandona. Poi, Capitan Marvel incontra il maestro di suo padre nell'esercito dei Kree. Invece che imparare da lui, lo uccide e ne prende il posto, sperando che l'esercito gli avrebbe insegnato la disciplina. Dopo un po' di tempo, Genis si innamora di un ufficiale comandante. Il rapporto finisce quando il suo superiore e un agente degli Shi-Ar gli ordinano di ucciderla. Invece, Genis elimina il suo capo, poi si punta la pistola addosso e, apparentemente, si suicida.
L'eroe viene resuscitato dell'entità cosmica Entropy, discendente dell'incarnazione di Eternità, che stava studiando la pazzia di Genis. Entropy vuole adempire il suo compito distruggendo suo "padre" con l'aiuto di Genis-Vell, che acconsente. I due riescono a distruggere Eternità riducendolo in uno stato di caos. Rick Jones e il suo socio Epiphany si uniscono a loro. Rick convince l'entità
ad incominciare un nuovo ruolo, quello di creatore, e infatti Entropy ricrea la realtà diventando Eternità. Genis dà una mano a ricreare l'universo, ponendosi prima del coma che avrebbe portato l'eroe alla follia e facendo in modo che questi eventi non possano più accadere, ma nonostante le sue migliori intenzioni, la nuova realtà ha molte discrepanze, tra cui la presenza di sua sorella, Phyla-Vell.
Genis continua a convivere con i suoi problemi derivati dalla Conoscenza Cosmica, portandolo a compiere atti criminali come dotare di superpoteri un serial killer alieno, sfidare gli dei di Asgard e tramare l'estinzione dei Kree. Rick Jones tenta di fermare Genis con dolori fortissimi alla testa attraverso la loro connessione mentale, ma presto anche questo inganno fallisce. Capitan Marvel incomincia anche ad influenzare le azioni di Jones grazie al collegamento tra loro, fino a farlo suicidare. Comunque, per riaffermare la sua concezione di realtà resuscita Rick (grazie alla fusione molecolare dei due avvenuta in passato). Alla fine una coalizione di Eterni di Titano, tra cui Elysius e la potente Phyla-Vell, confrontano Genis. Dopo una lunga battaglia, il Capitano viene spinto in un portale di un'altra dimensione. Sconfitto e malandato, Genis promette ancora una volta di diventare un eroe al servizio del bene.

### Photon e i Nuovi Thunderbolts
Per prima cosa Genis crea una base operativa su Iperione, ma dopo poche avventure, incontra l'entità cosmica Eulogy, dicendo che essa si era posta tra Rick e Genis durante la loro congiunzione e che aveva determinato il corso degli eventi. Eulogy aveva deciso che per i due era arrivato il momento di separarsi e ordina a Capitan Marvel di abbandonare la via della giustizia. Nonostante ciò l'eroe è determinato a rimediare i suoi errori passati, viaggia fino alla Terra e si unisce ai Nuovi Thunderbolts, una squadra di supercriminali diventati supereroi.
La sua presenza nel gruppo causa della confusione tra i suoi membri, specialmente la relazione con Songbird. Poco tempo dopo Genis si scontra con il suo compagno Atlas e, invece di salvare New York da un pericoloso gruppo di criminali, Atlas attacca segretamente Genis, ferendolo gravemente e costringendo Zemo a chiuderlo in una bolla di energia per salvarlo. Dopo essersi curato, Genis esce dalla sfera trasformato fisicamente: il suo corpo aveva assorbito le Nega-Bande ed era stato trasformato in energia fotonica. Prende di nuovo parte ai Thunderbolts con il nome di Photon (in quel periodo lo stesso soprannome era usato da Monica Rambeau che tuttavia glielo cede e da allora si fa chiamare Pulsar) e combatte con la squadra molti supercattivi tra cui I Cinque di Fanthom, La Brigata di Batroc, l'Uomo Viola ma anche con i Vendicatori. In quest'ultimo scontro Photon si mostra tanto potente da sconfiggere Sentry, un essere potentissimo, in combattimento.
Sfortunatamente i poteri di Genis incominciano a crescere a dismisura. Il Barone Zemo, usando il potere delle gemme lunari, aveva scoperto ciò vedendo la distruzione del mondo da parte di Genis in moltissimi futuri possibili. Capisce che Photon deve morire affinché l'universo esista, quindi mette insieme un gruppo per contrastare lui e i Thunderbolts, che stavano dalla sua parte. Durante lo scontro Genis rivela di essere a conoscenza del suo potenziale distruttivo e che stava controllando i suoi poteri in crescita attraverso la concentrazione. Dopo una lunga battaglia che vede i Thunderbolts nuovi contro quelli vecchi, Zemo manipola il potere di Blackout, defunto nel combattimento, per trasformare l'energia fotonica di Photon in materia, ucciderlo e di spargere i suoi pezzi in giro per la dimensione Darkforce.

## Poteri e Abilità
Grazie a sua madre Elysius, appartenente agli Eterni di Titano, Genis è più forte di suo padre sebbene abbia bisogno delle Nega-Bande per usare le sue abilità interamente fino a quando Zemo apporta qualche modifica al suo corpo.
Inizialmente, è in grado di usare le Nega-Bande per volare, diventare più forte, emettere raffiche di energia e trasportarsi dalla Terra verso la Zona Negativa e viceversa. Dopo il suo collegamento con Rick, la sua Conoscenza Cosmica nascosta, ereditata da suo padre, viene attivata. Il suo collegamento con un'altra dimensione viene ridiretto dalla Zona Negativa al Microverso.
Poco tempo dopo, incomincia a sperimentare meglio le sue abilità. Le sue prove terminano in un accesso completo alla Conoscenza Cosmica: originariamente questo tipo di onniscienza consisteva nel poter sapere quanto necessario in quel dato momento, ma Genis riesce ad estendere questa conoscenza in scala molto più ampia. Quando i suoi poteri crescono, impazzisce quasi immediatamente. In questo periodo di follia, riesce a resuscitare Rick attraverso le Nega-Bande, a manovrare altri morti, a creare ologrammi, a fornire di poteri sovrumani un serial killer e a manipolare i suoi poteri in molti altri modi.
Dopo che Zemo lo collega accidentalmente ad altre dimensioni, Genis-Vell assorbe le Nega-Bande, si trasforma in energia fotonica e sviluppa poteri di teletrasporto tanto potenti da potersi spostare nello spazio e nel tempo.
L'amico di Photon, l'Uomo Radioattivo (Dr. Chen Lu), ritiene che lui potrebbe controllare i fotoni di cui tutte le cose sono costituite, arrivando addirittura a poter modificare la realtà nel pieno dei suoi poteri.

## Altri Media
Capitan Marvel è apparso nella versione per PSP del videogioco Marvel: La Grande Alleanza; I costumi utilizzati dal personaggio sono quello di Mar-Vell, quello di Genis-Vell rosso e blu, quello di Genis nero e bianco e quello di Mahr Vehl.

## Pubblicazioni

### Pubblicazione Americana
- Silver Surfer (vol. 3) numeri 105-110 (giugno 1995 - novembre 1995)
- Captain Marvel (vol. 2) numeri 1-6 (dicembre 1995 - maggio 1996)
- Avengers Forever numeri 1-12 (miniserie, dicembre 1998 - ottobre 1999)
- Captain Marvel (vol. 3) numeri 0-35 (ottobre 1999 - novembre 2002)
- Captain Marvel (vol. 4) numeri 1-25 (novembre 2002 - luglio 2004)

### Pubblicazione Italiana
In Silver Surfer (II) n. 16-17 (aprile 1997 - agosto 1997, Panini Comics) sono contenuti i numeri da 105 a 110 della terza serie americana di Silver Surfer .
Nei numeri da 8 a 13 di Marvel Mix (novembre 1995 - maggio 1996, Panini Comics) sono compresi i numeri da 1 a 6 della seconda serie di Captain Marvel.
I numeri da 0 a 18 della terza serie di Captain Marvel sono contenuti in Thor (III) numeri da 16 a 36 (luglio 2000 - marzo 2002, Panini Comics); le uscite da 19 a 35 in I Fantastici Quattro (II) numeri da 211 a 230 (maggio 2002 - dicembre 2003, Panini Comics).
Le storie della quarta serie sono stati pubblicati solo per i primi sei numeri, sono state allegate in I Fantastici Quattro (II) numeri da 231 a 235 (gennaio 2004 - maggio 2004, Panini Comics).
La miniserie Vendicatori per Sempre (Avengers Forever) è stata pubblicata in Thor (III) numeri da 4 a 15 (luglio 1999 - giugno 2000, Panini Comics).